# Détroit de Cebu
Détroit de Bohol
Pour les articles homonymes, voir Cebu.
Le détroit de Cebu (en tagalog : Kipot ng Cebú), ou détroit de Bohol, se trouve dans les Visayas aux Philippines.

## Géographie

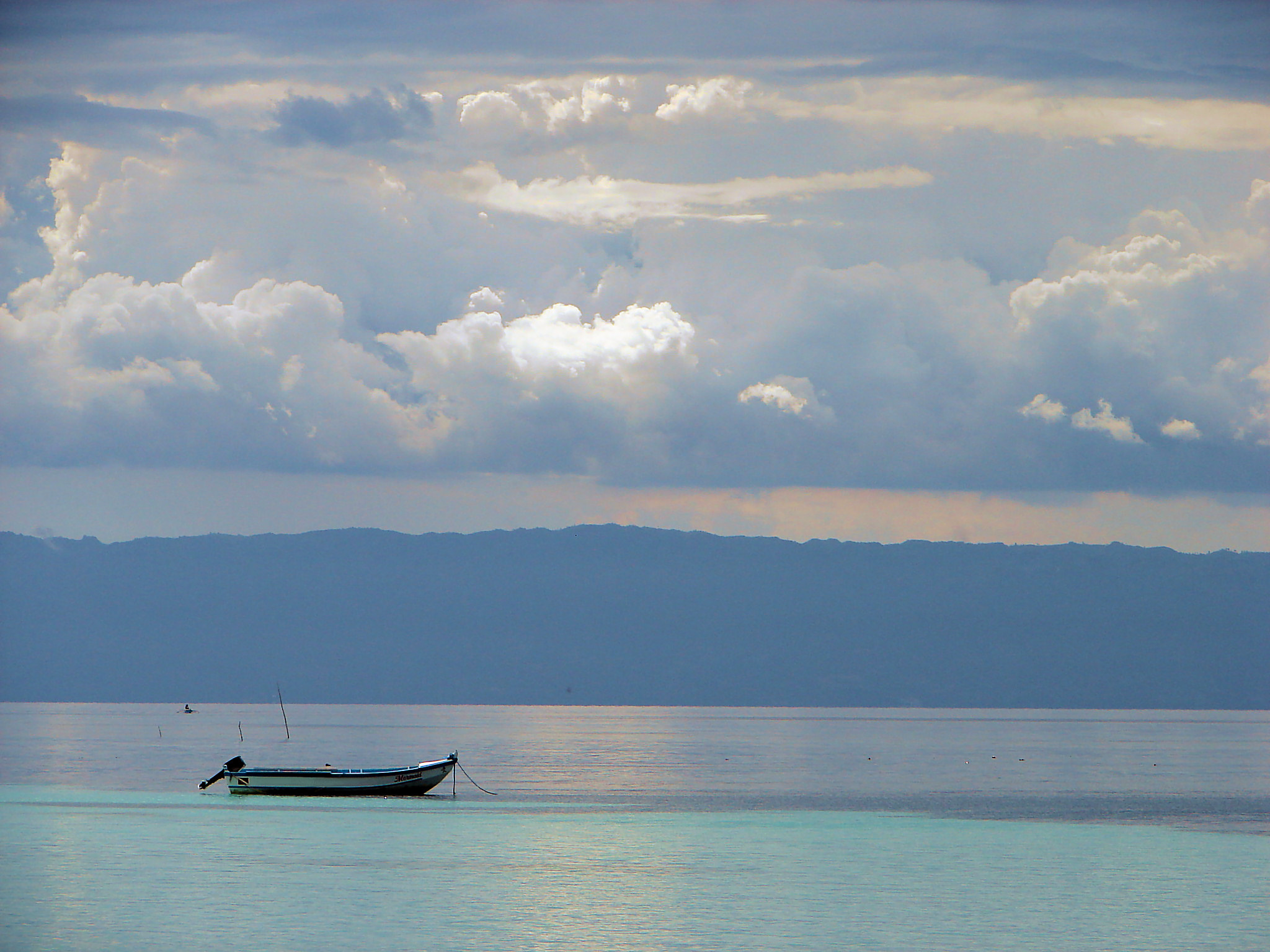
Le détroit de Cebu avec l'île de Cebu en arrière-plan.

Le détroit de Cebu sépare les îles de Cebu et de Bohol dans les Visayas centrales. Il relie la mer de Bohol au sud à la mer des Camotes au nord, bien qu'au nord il se sépare en fait en trois petits détroits en raison de la présence d'îles : le détroit de Mactan, le détroit d'Olango et le détroit de Hilutangan.
Sa superficie est d'environ 3 933 km2 pour 342,4 km de côtes. Sa profondeur maximale est d'environ 306 m.

## Économie et navigation
C'est un important point de passage maritime qui relie le port de Cebu, l'un des principaux port de commerce du pays, aux ports du sud des Philippines. Cebu servait déjà de port avant la colonisation espagnole, et les colons l'ont utilisé comme entrepôt, si bien que le détroit de Cebu revêtait déjà une certaine importance.
Le détroit fait partie des espaces de pêches majeurs des Philippines. En 2003, plus de 18 000 pêcheurs y étaient en activité, et leurs prises étaient dominés par le bonitou, les anchois et le pêche-cavale. La pêche y est en partie régulé en partenariat avec les municipalités bordant le détroit et l'association Coastal Conservation and Education Foundation.

## Environnement
Des mangroves et coraux se trouvent au nord du détroit,. En 2009, il s'y trouvait plus de 158,6 km2 de récifs coralliens, ainsi que 10,9 km2 de mangroves sur les côtes de Cebu et Bohol.
La surpêche et la pollution mettent fortement en danger la biodiversité et les coraux,.

## Galerie

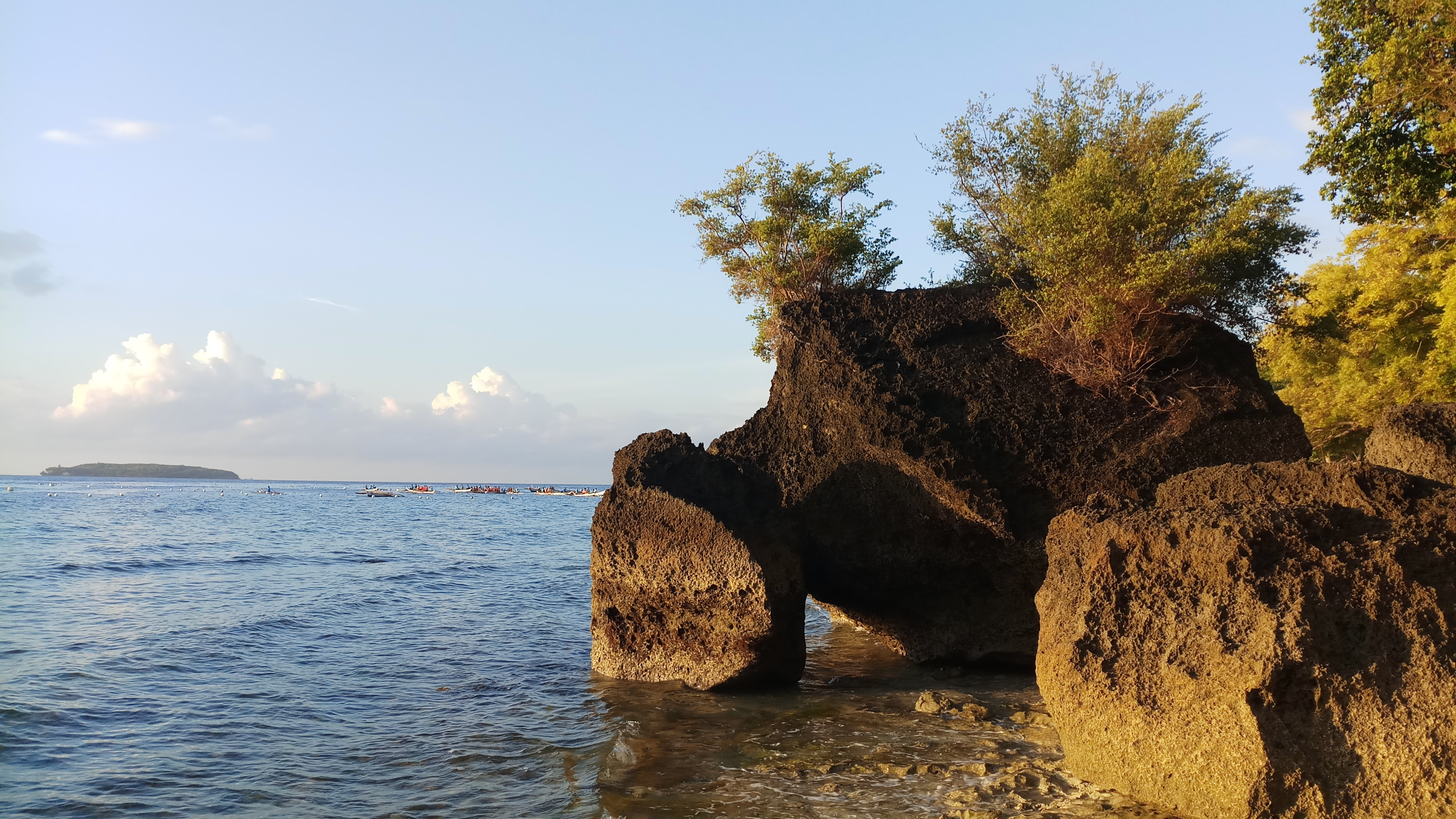
Le détroit vue depuis Oslob.
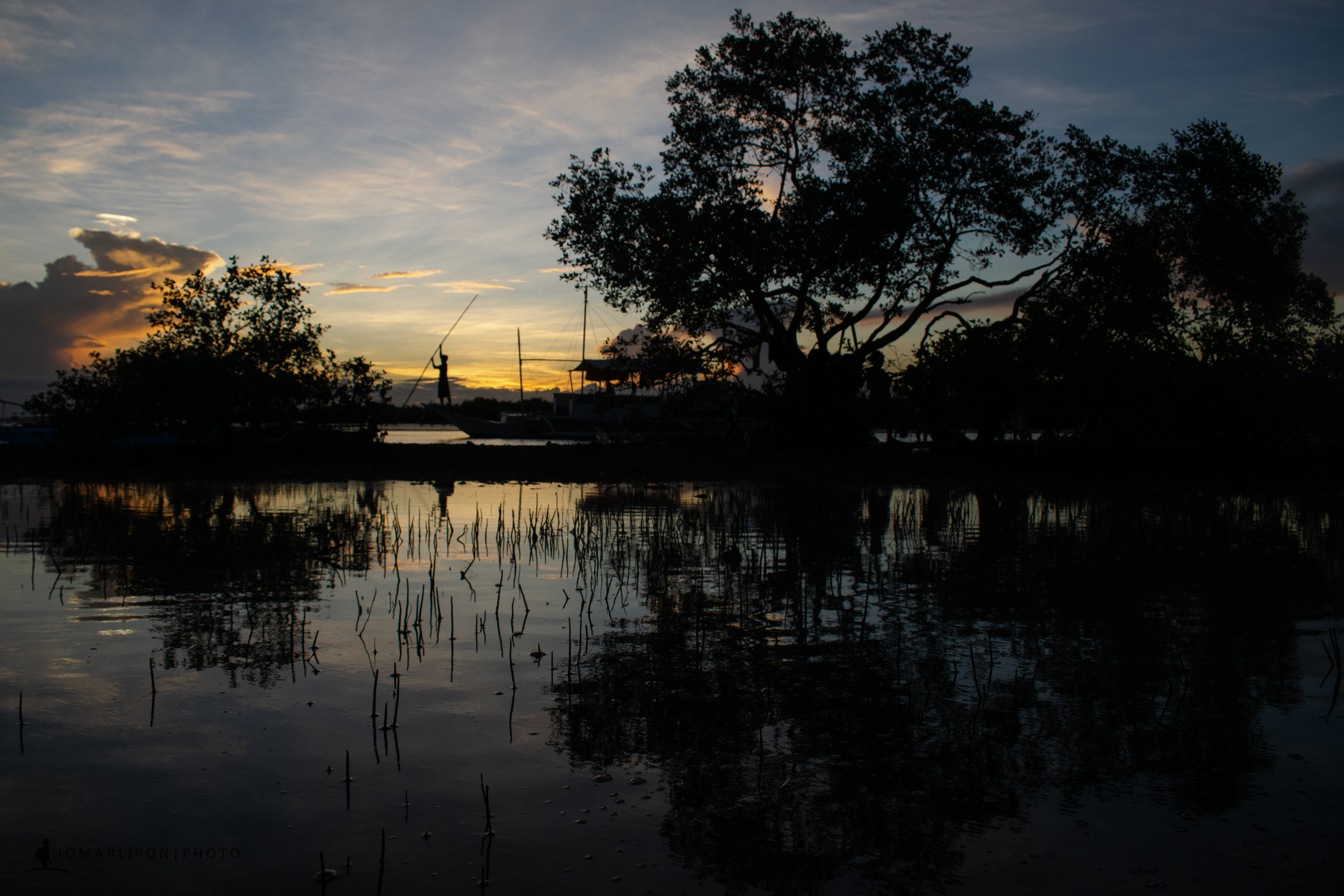
Mangrove à Cordova.
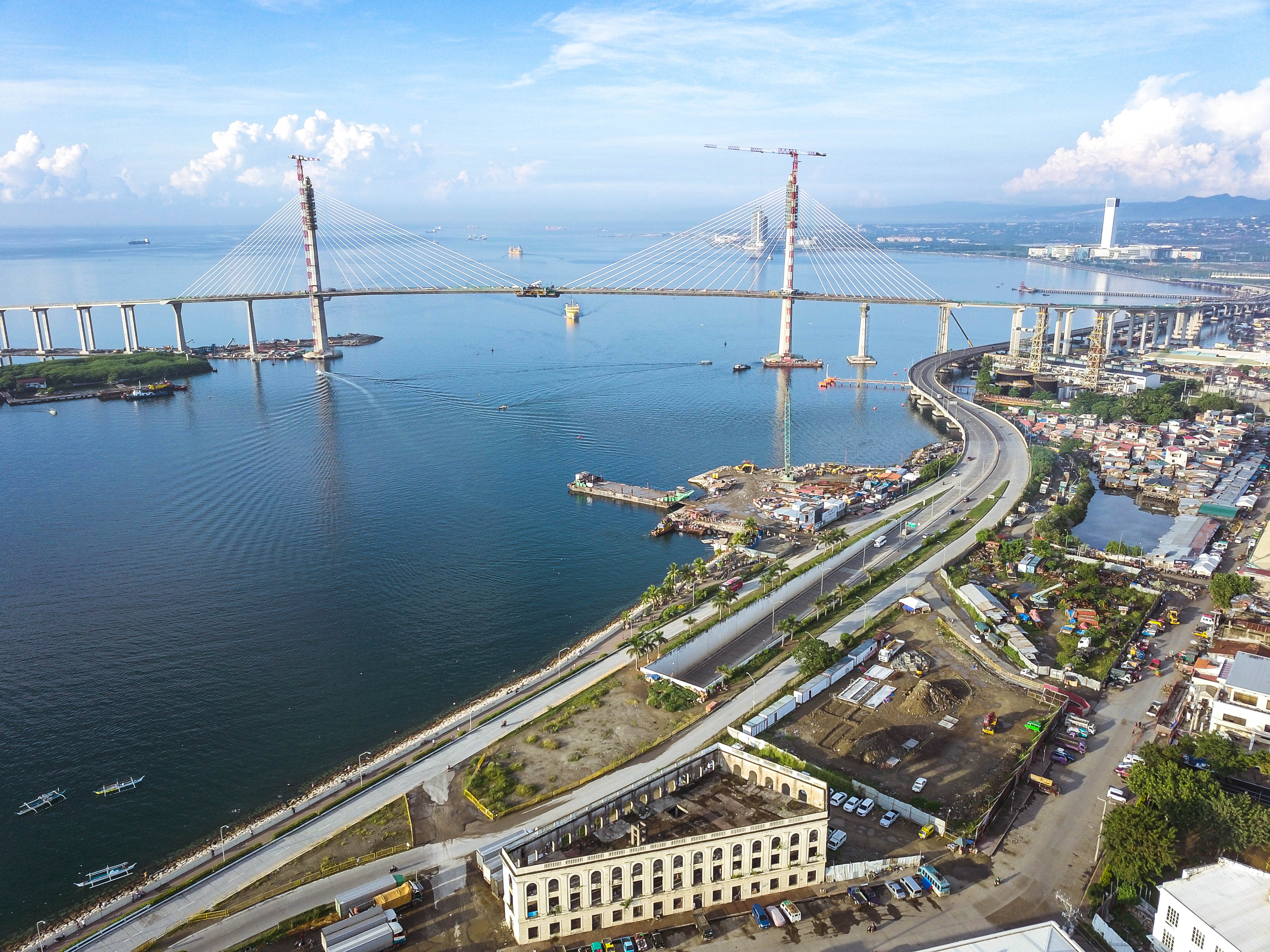
Le pont Cebu-Cordova avec le détroit en arrière-plan.